# Тирш, Фридрих фон
Фридрих Максимиллиан фон Тирш, барон (нем. Friedrich von Thiersch; 18 апреля 1852[…], Марбург, Гессен — 23 декабря 1921 или 22 декабря 1921, Мюнхен) — немецкий архитектор и живописец, педагог. Представитель позднего архитектурного историзма. Барон с 1897 года. Младший брат архитектора Августа Тирша.

## Биография
Фридрих фон Тирш вырос в Марбурге, земля Гессен. Он был внуком филолога Фридриха Вильгельма Тирша, младшим братом архитектора и профессора университета Августа Тирша и дядей классического археолога Германа Тирша. Его жена — Августа Тирш, урождённая Эйблер, дочь коммерческого советника Эдуарда Эйблера из Линдау. В семье было восемь детей, в том числе будущая писательница Берта Тирш (1888—1984) и переплётчик-типограф Фрида Тирш (1889—1947).
После школы с 1868 по 1873 год Фридрих фон Тирш изучал архитектуру в Техническом университете Штутгарта (Hochschule für Technik Stuttgart). Затем он работал во франкфуртском архитектурном бюро Карла Йонаса Милиуса и Альфреда Фридриха Блюнчли.

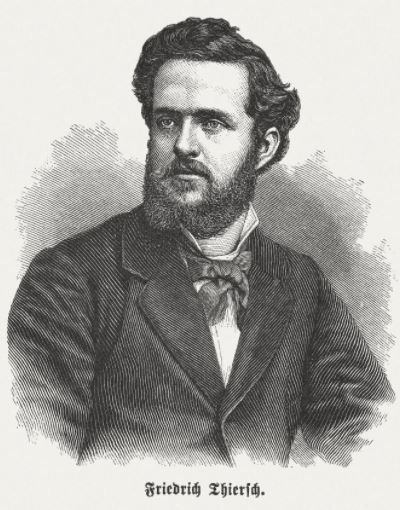
Фридрих фон Тирш. Ок. 1897

В 1879 году архитектор и профессор Готфрид фон Нойройтер, по ходатайству штутгартских преподавателей Тирша, добился того, чтобы молодой архитектор получил в Мюнхенском техническом университете должность экстраординарного профессора «по внутреннему декору и перспективе».
Во время образовательных поездок по Европе, в частности в Грецию и Италию, Фридрих Тирш приобрёл обширные знания в области истории строительства и архитектуры. Он получил степень магистра и в 1882 году занял кафедру «высшей архитектуры» Мюнхенского технического университета. За свою преподавательскую карьеру, продолжавшуюся до 1921 года, он оказал большое влияние на следующее поколение архитекторов, в том числе на Теодора Фишера (1862—1938), Ганса Гресселя (1860—1939), Карла Хохедера (1854—1917) и Эмиля Феше (1865—1915).
Фридрих фон Тирш жил в Мюнхене, но строил по всей Германии по заказам муниципалитетов городов и влиятельных лиц, а также для императорской семьи. В 1896 году он получил малую золотую медаль на Международной художественной выставке в Берлине.
В 1897 году Фридрих Тирш был награждён орденом «За заслуги перед Баварской короной» и, таким образом, был возведён в личное рыцарское звание. В 1907 году он стал ректором Мюнхенского технического университета. Последнее десятилетие его жизни ознаменовалось личными утратами. В январе 1914 года он потерял дочь Мари, а в октябре того же года его сын Эрнст погиб на фронте Первой мировой войны. Его зять Альбрехт Целлер умер в 1918 году, а его второй сын Фридрих умер в 1920 году. Фридрих фон Тирш скончался в возрасте шестидесяти девяти лет за день до сочельника 1921 года. Похоронен на «Лесном кладбище» Вальдфридхоф (Мюнхен).

## Архитектурное наследие
Фридрих фон Тирш — автор ряда архитектурных проектов в разных городах Германии. Самой значительной работой Тирша является Дворец правосудия в Мюнхене (завершён в 1897 году). Среди других работ — Курзал в Висбадене (1907), три моста в Мюнхене, несколько памятников, частных домов, общественных зданий. Тирш — автор историко-теоретического труда «Царский город Пергама» (Die Königsburg von Pergamon, 1882).
В 1882 году Тирш принял участие во втором архитектурном конкурсе на проект здания Рейхстага в Берлине. Вместе с победившим в конечном итоге архитектором Паулем Валлотом он был самым многообещающим претендентом на первый приз. Поскольку жюри не смогло прийти к единому заключению, первую премию он получил вместе с Валлотом, которого только тогда признали главным победителем.
Фридрих фон Тирш был техническим экспертом в строительстве куполов. В 1916 году он создал башню Мюнхенского технического университета. Тирш также построил Фестхалле во Франкфурте-на-Майне (1907—1909), который с его куполом шириной 65 метров остаётся техническим шедевром и по сей день, среди других построек — мост Теодора Хойса между Майнцем и Кастелем (ныне Висбаден) (1885), Гарнизонная церковь (1885, ныне Фриденскирхе) в Людвигсбурге.
Фридрих фон Тирш считается мастером симбиоза исторических архитектурных стилей. Он отошёл от устоявшихся академических схем «истории стилей» и создал нечто новое, в границах эстетики историзма, но уникальное во многих отношениях. Он использовал формальный язык ушедших эпох: стилей неоренессанса, необарокко и даже неорококо, но не копировал их в точности.
В то же время он был специалистом по инженерным конструкциям и поэтому привносил конструктивность в оформление архитектурных интерьеров. Он был сведущим в последних технических разработках и всегда занимался системами центрального отопления, лифтов, вентиляции и санитарно-технического оборудования в проектируемых зданиях.

## Галерея

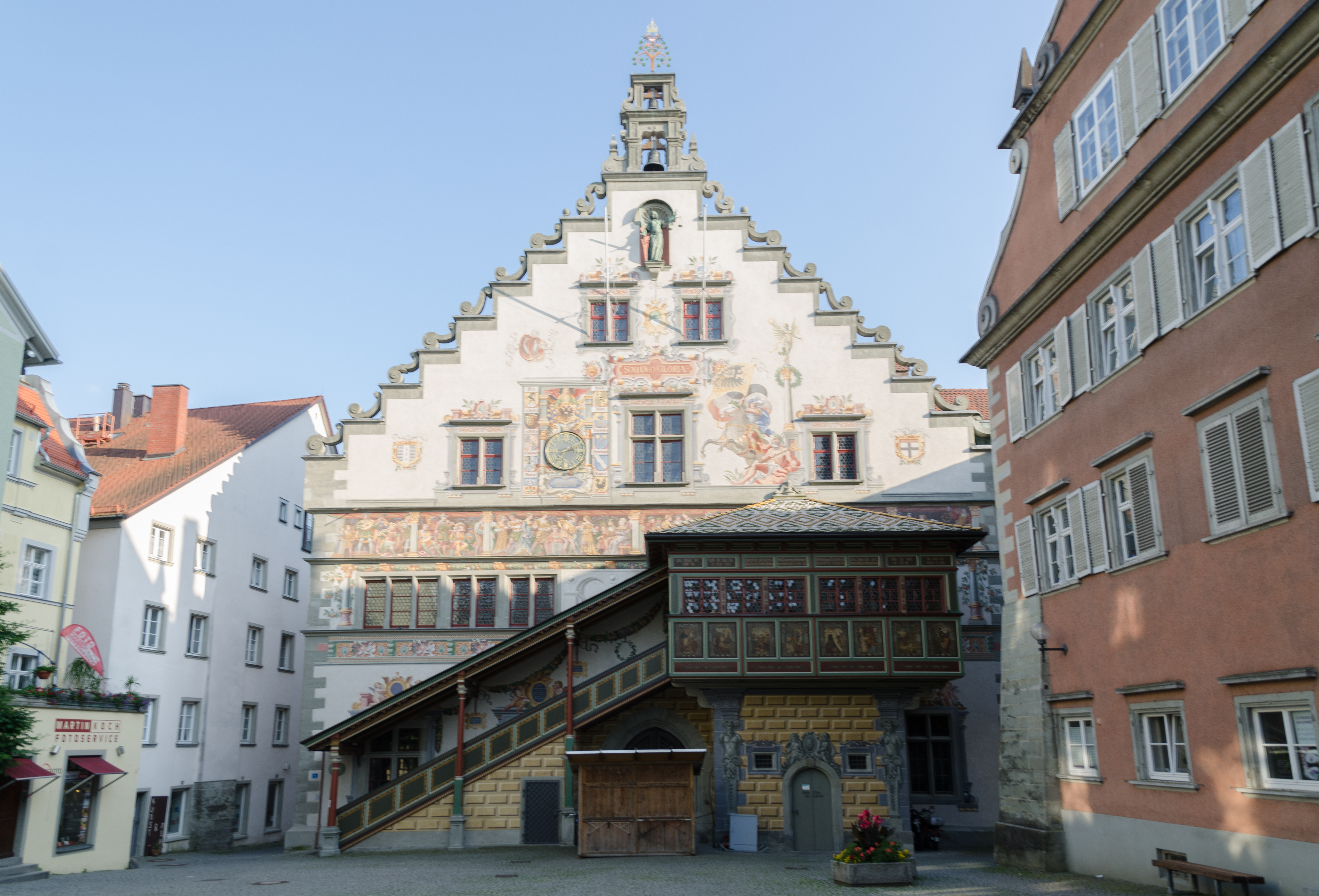
Ратуша в Линдау
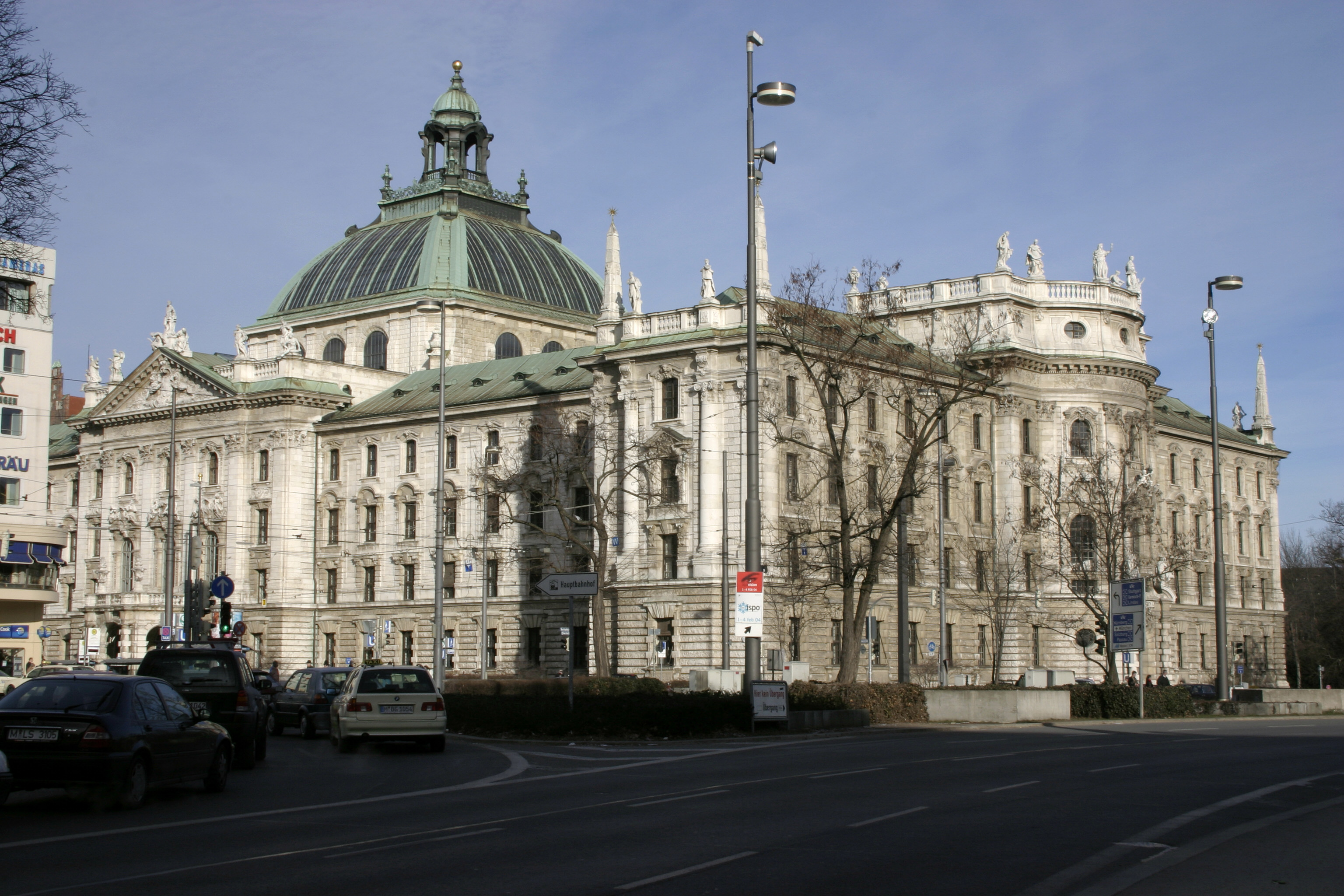
Дворец правосудия в Мюнхене. 1890—1897
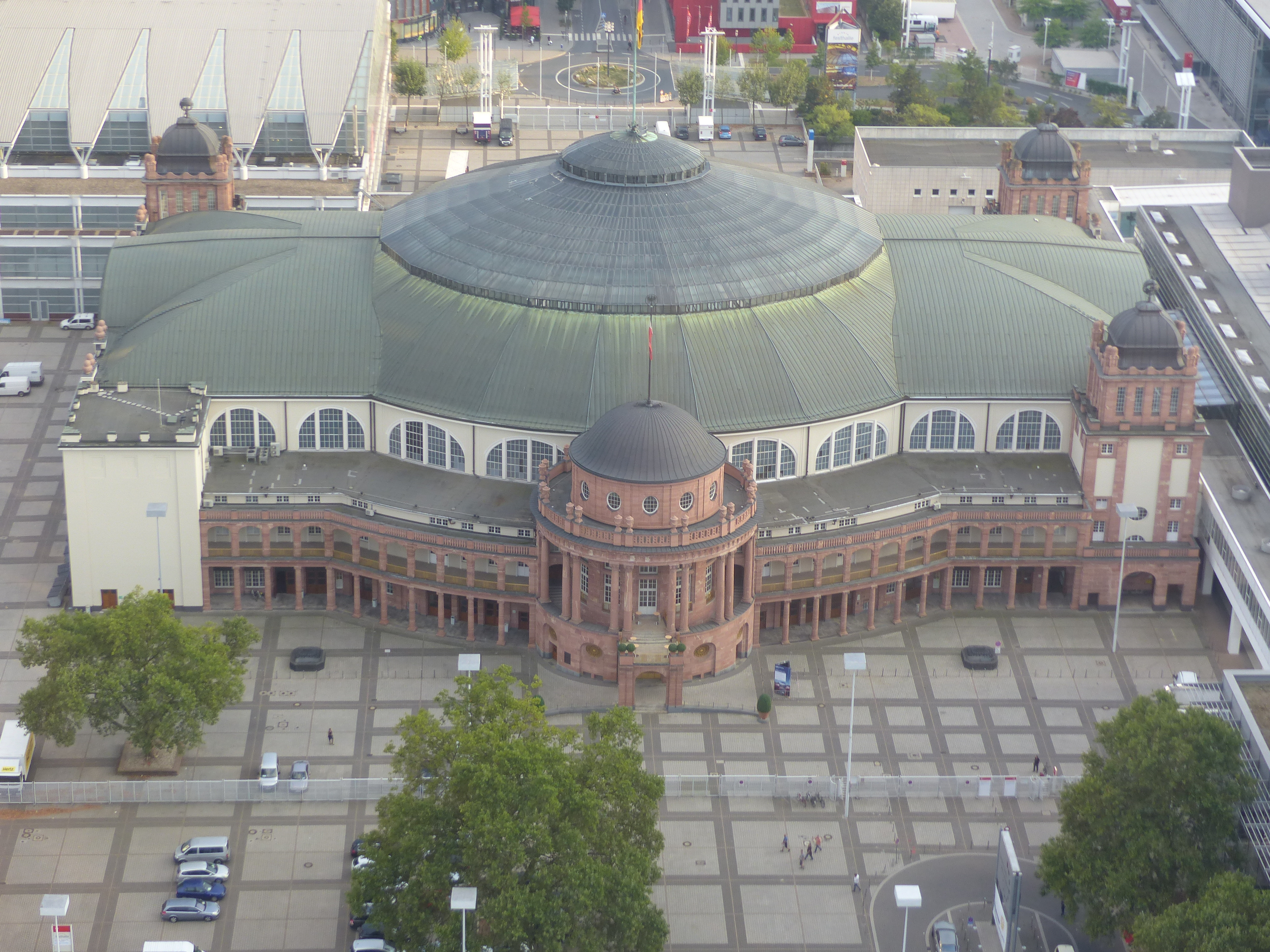
Фестхалле (Зал фестивалей). 1907–1909. Франкфурт-на-Майне
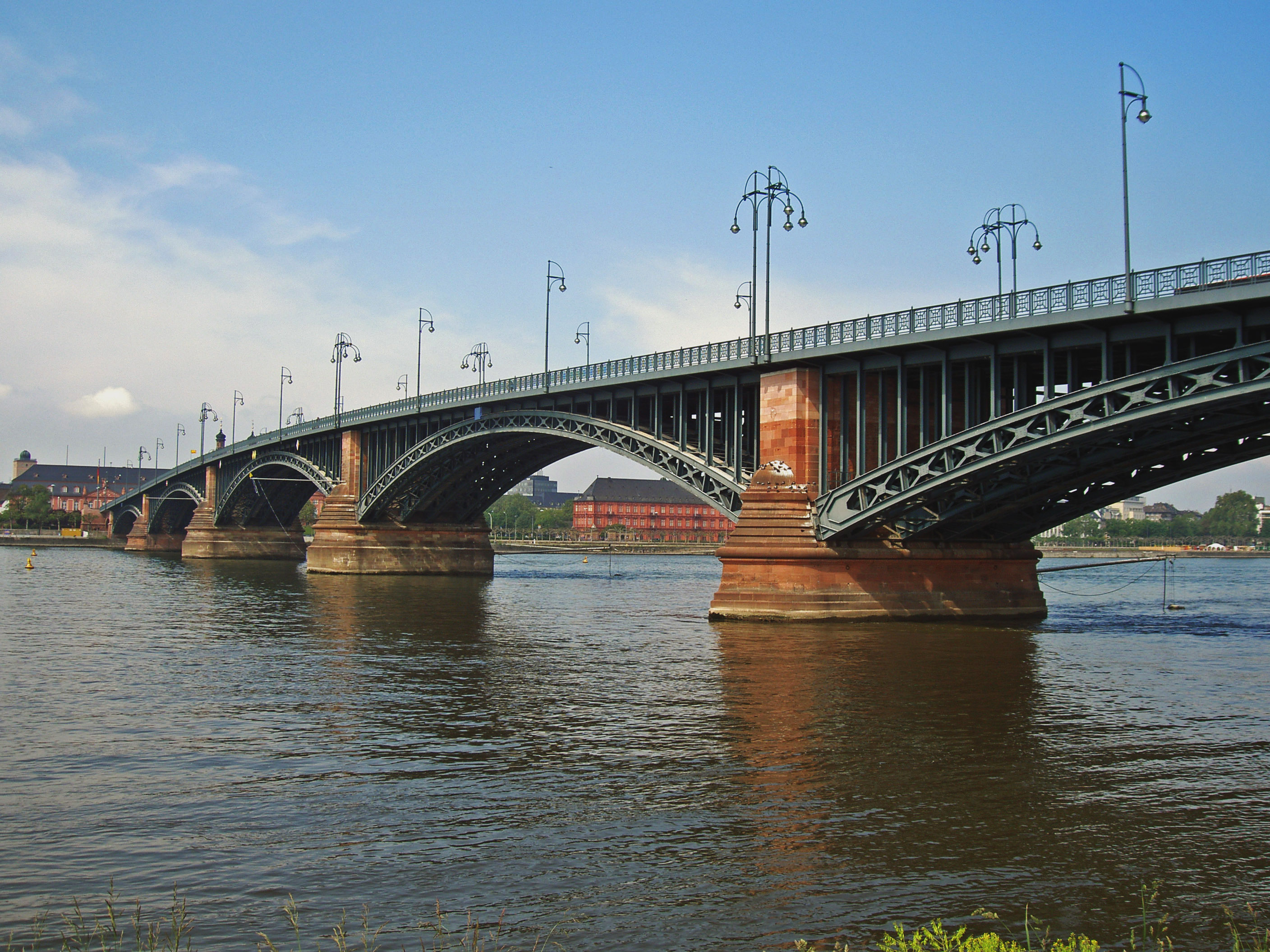
Мост Теодора Хойса (Майнц). 1882—1885
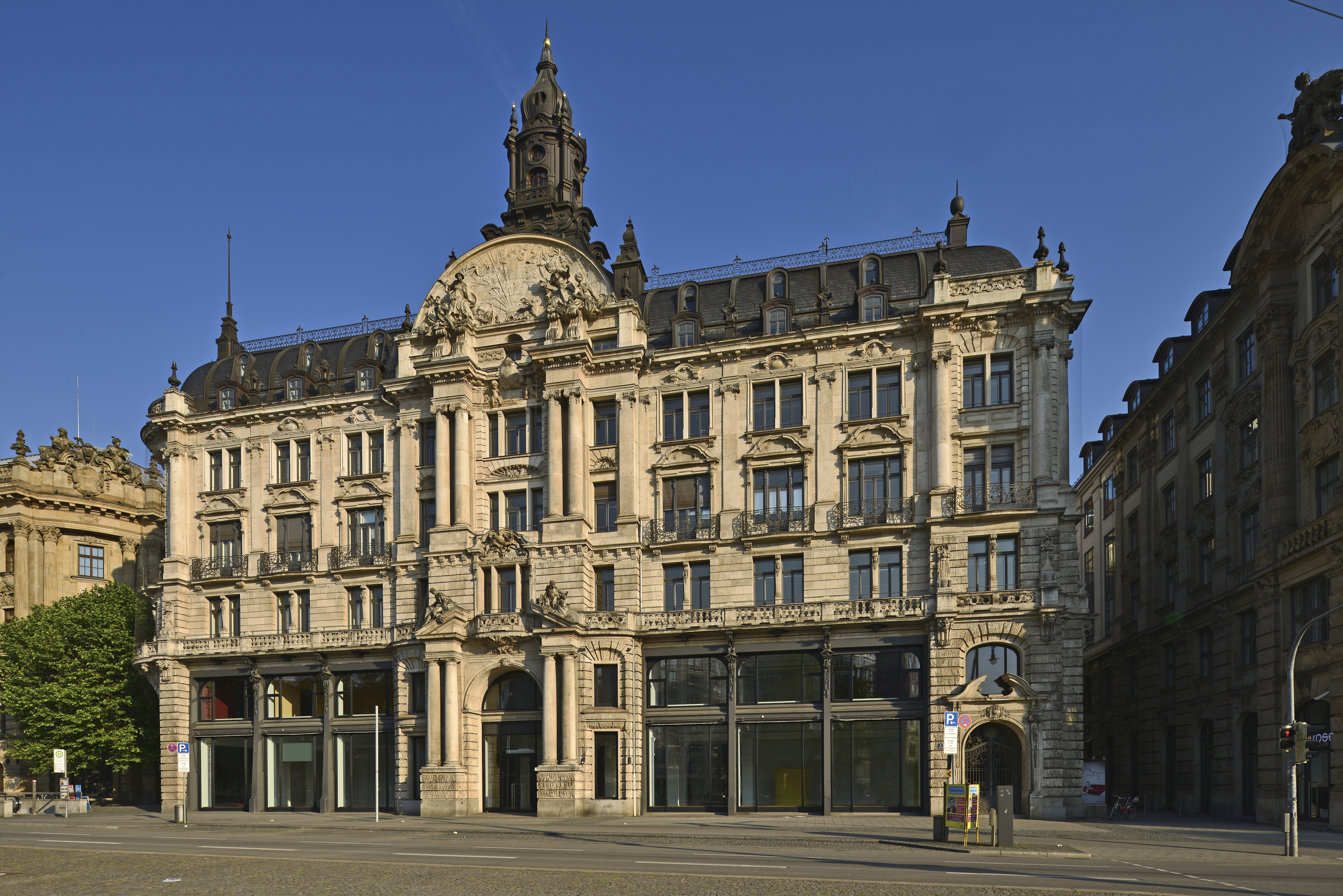
Бернхаймер-хаус. Мюнхен. 1887–1889
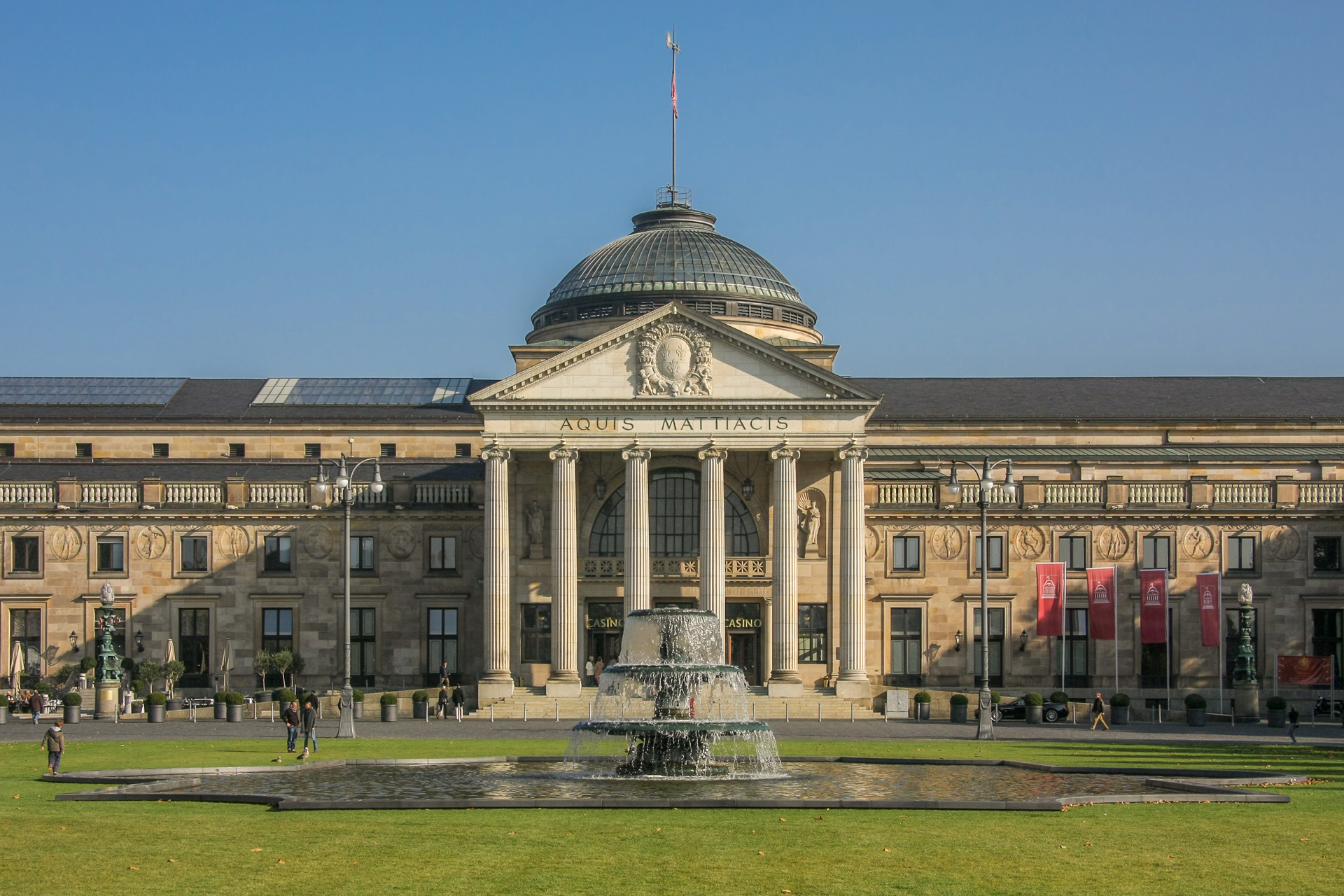
Курзал в Висбадене. 1898
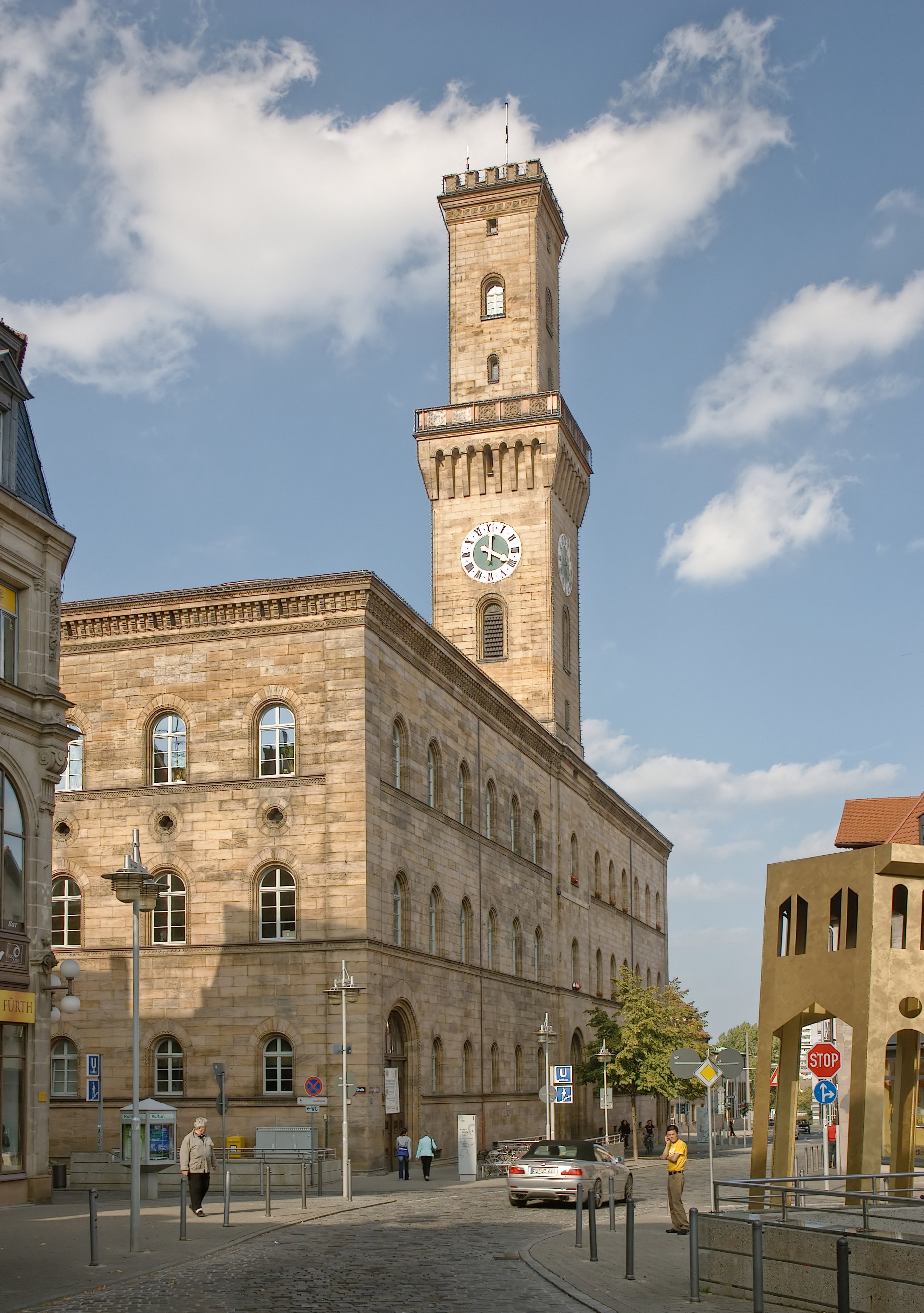
Ратуша в Фюрте. 1898–1901
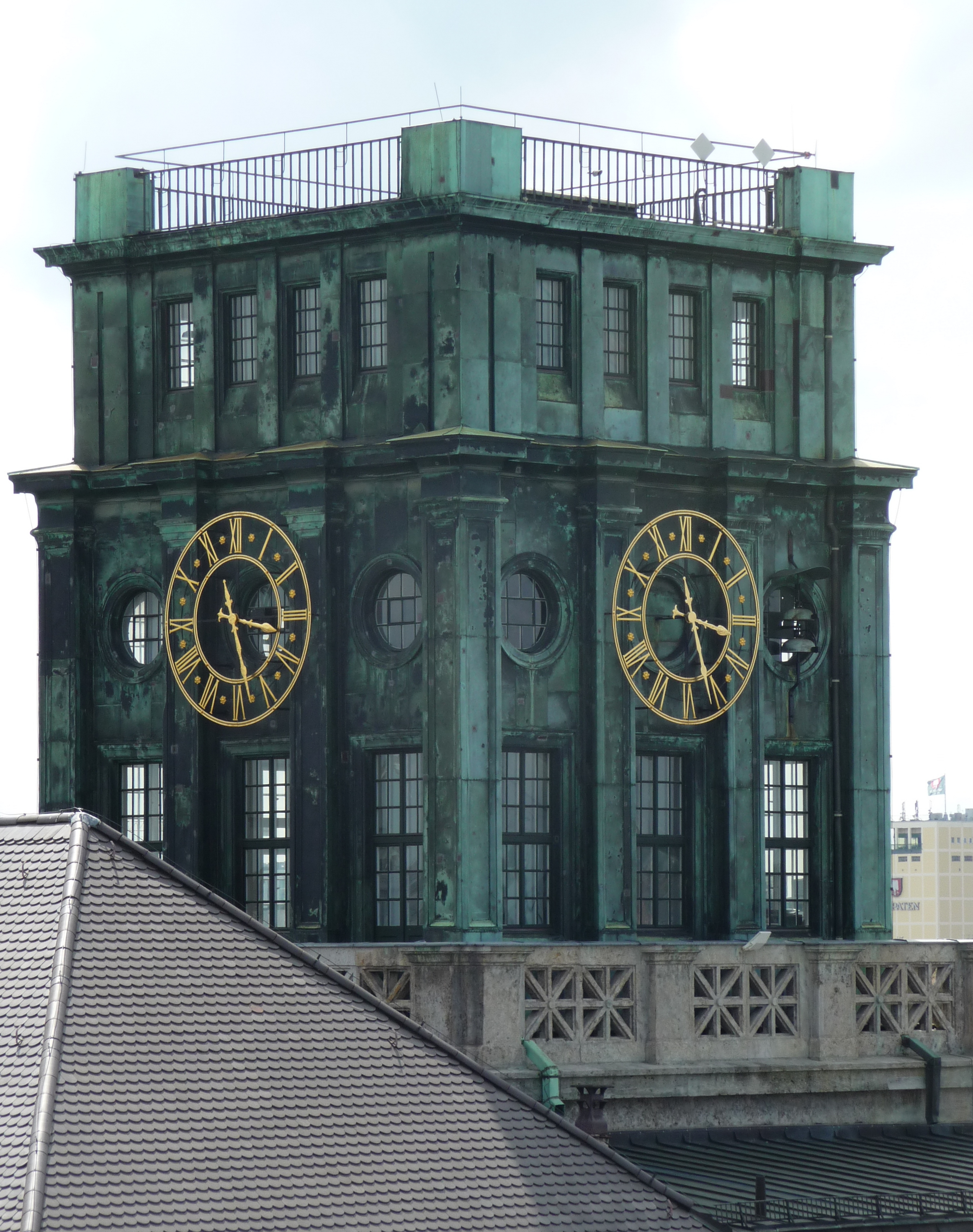
Башня Технического университета в Мюнхене. 1916
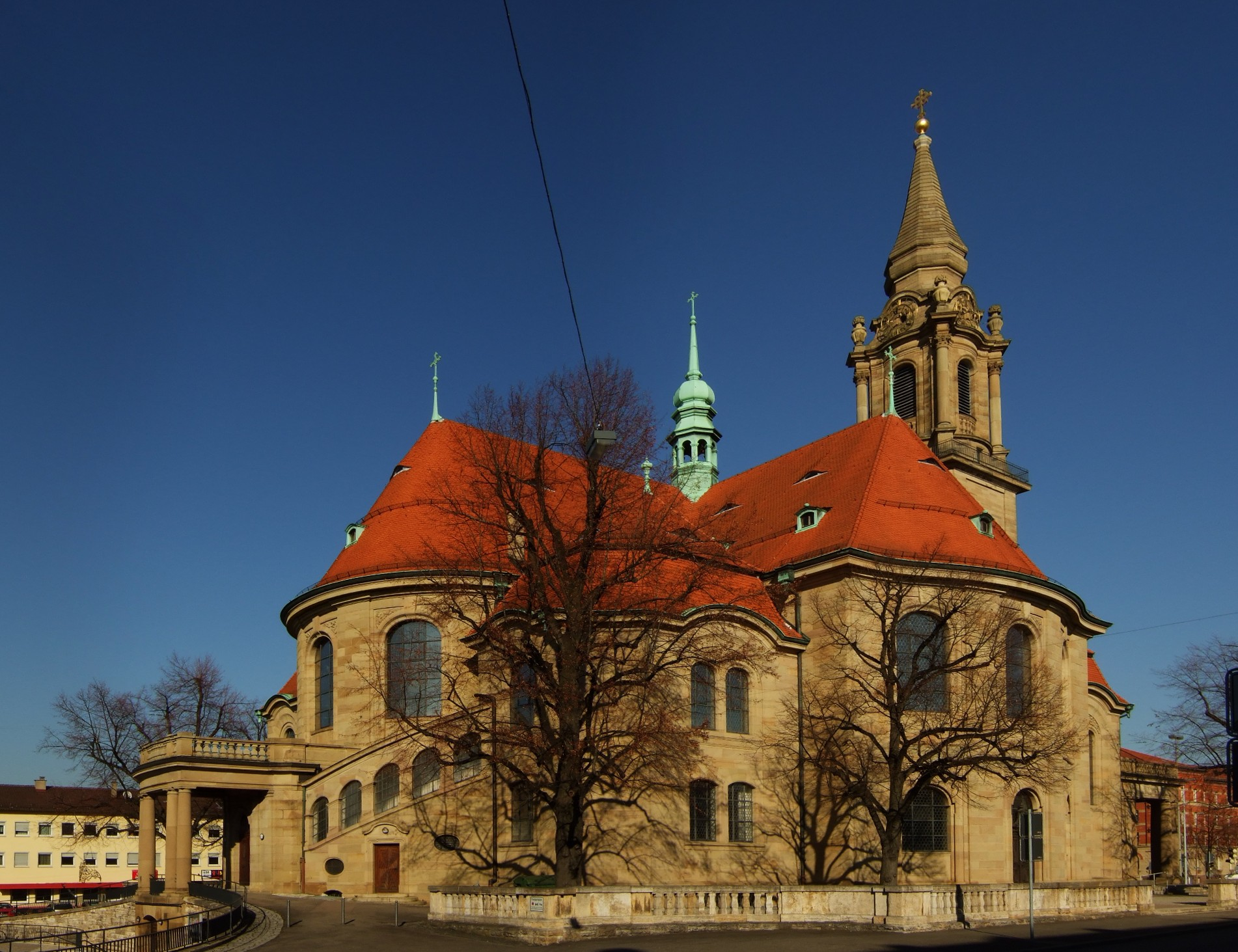
Фриденскирхе (Церковь мира) в Людвигсбурге. 1900–1903

## Признание
- Орден Максимилиана «За достижения в науке и искусстве» (Бавария)
- Орден Гражданских заслуг Баварской короны (1897)
- Пожалован титулом барона (1897)
- Почётный доктор Венского технического университета
- Почётный гражданин г. Линдау (Бавария)
- Член Шведской королевской академии свободных искусств (с 1901)